# Ghia
Carrozzeria Ghia S.p.A. — одна из самых известных в мире итальянских фирм художественного конструирования (дизайна) и известное кузовное ателье — мастерская по созданию кузовов для машин известных автомобилестроительных фирм. Компания основана в 1915 году в Турине.

## История возникновения и развития
Несмотря на официальную дату основания, можно с уверенностью сказать, наибольшая популярность к Carrozzeria Ghia приходит в 1920-х годах, когда Джачинто Гиа (Giacinto Ghia) выставил на салоне в Милане два своих первых автомобильных кузова. Тогда же было заявлено, что его интересуют дорогие шасси Fiat, Lancia и Alfa Romeo, что обуславливалось небольшим возрастом автомобильной индустрии и спецификой того времени. После этого Ghia никогда не занималась серийной продукцией. В 1930-е годы казалось, что нет кузовов с эмблемой Ghia, которые не занимали бы призовые места на европейских конкурсах красоты. Фирма была очень успешна. Многие кузова были созданы дизайнером Ревелли де Бомонтом (Revelli de Bomont), который уделял особое внимание  аэродинамическим формам.
Во время Второй мировой войны фирма занималась производством грузовиков, что позволяло ей не быть в убытке. А в 1944 году её постигло несчастье — Джачинто умер из-за болезни.
По просьбе самого Гиа, после его смерти дела перешли туринскому кузовщику Марио Феличе Боано (Mario Felice Boano), который был не только художником-проектировщиком, но и имел свою небольшую мастерскую, в которой изготовлял на заказ деревянные каркасы автомобильных кузовов, вместе со своим сыном Джан Паоло (Gian Paolo), также художником и кузовщиком. К тому же у него были замечательные отношения с семьёй Гиа, и он спокойно вёл с ней переговоры. Несмотря на все эти факты, дело с большим трудом двинулось дальше, одерживая некоторые победы и «оставаясь на плаву».
В 1950 году, фирма Chrysler обратилась к Ghia с заказом на изготовление концепта Plymouth'а. Марио Боано в свою очередь предложил создать и новый дизайн. Предложение было принято, и появился известный всем историкам Plymouth XNR в 1953 году.
Несмотря на такое внушительное достижение, окончательный успех к фирме стал приходить после того как в фирму влился инженер Луиджи Сегре (Luigi Segre). Его силами и целеустремленностью удалось за короткое время преобразовать компанию, отыскать дополнительные рынки сбыта, и в конце концов стать её единоправным владельцем. Сегре добился того, что работы для Chrysler стали систематическими, с американцами был заключён договор. Интересным являлось то, что Chrysler доверял инженерам Ghia изготовить прототипы по пластилиновым моделям. То есть практически все доводки делали итальянцы по предоставленным эскизам и масштабным моделям.
В 1954 г. Вирджил Экснер проектирует для Chrysler известный Coupe d`Elegance, прообраз Volkswagen Karmann, выпускавшемся на платформе «жука» с 55-го по 74-й год. В это же время происходит оттеснение от руководства дизайном семьи Боано, пришедшим на смену более современного взгляда Джованни Савонуцци (Giovanni Savonuzzi) — инженера-кузовщика, превозносящего аэродинамику в лейтмотив 50-х. Но, тем не менее Боано до конца 50-х годов выполняли некоторые заказы для Ghia. К примеру дизайн Lancia Aurelia B20 принадлежит Ghia. Alfa Romeo Giulietta Sprint — этот автомобиль в 1954 г. Боано создал также на Ghia вместе с Франко Скальоне (Franco Scaglione).
К концу 50-х Сегре всецело увлекается идеей массового производства. Фактически «изменив» идеологии Ghia, Сегре повёл бы её и дальше по этому неожиданному для фирмы пути, но на 44-м году жизни он умирает.
В 1956 г. к Ghia присоединяется молодой дизайнер Серджио Сарторелли (Sergio Sartorelli). После смерти Сегре главным дизайнером Ghia становится Савонуцци, а конструкторскую часть возглавил Луиджи Коджиола (Luigi Coggiola), открывший в будущем собственное дело. В это время появляется Selene, созданная Томом Тьярдой (Tom Tjaarda) — американским архитектором, живущим в Турине, и Серджио Сарторелли.
В 1956 году был создан Aston Martin DB2/4 Mk II ‘Supersonic’ by Carrozzeria Ghia.
Selene была смелым концептом заднемоторного автомобиля вагонной компоновки. Однако вскоре Тьярда уходит в Pininfarina и возвращается в Ghia лишь в 1968 г., чтобы создать суперкар Pantera и эскизы кузова хетчбэк для новой Fiesta, вариант которой выбирал сам Ли Якокка (Lee Iacocca).
В 1960 г. на Ghia появляется Филиппо Сапино (Filippo Sapino), который и «свяжет» Ford и Ghia на долгое время. Когда умер Сегре Ghia была на грани роспуска. Но Джакомо Моро (Giacomo Moro) заменил Сегре, а владельцем Ghia стал сын бывшего доминиканского диктатора Трухильо — Рафаэль (Raphael Trujillo). В то время, дизайн давно влился в промышленное производство и вышел из «кустарных» рамок, поэтому Моро предпринимает решительные шаги: в 1965 г. он нанимает молодого и известного Джорджетто Джуджаро — дизайнера новой формации. Джуджаро имеет шестилетний стаж работы у Bertone и отличился такими автомобилями как Chevrolet Testudo, Alfa Romeo Canguro и Iso Rivolta 340 в свои 33 года.
Джуджаро действительно очень много делает для стиля Ghia. Появляется элегантная рациональность и простота чистых форм серийной продукции. Первыми автомобилями, которые он создал в Ghia, стали  Maserati Ghibli, Mangusta и Pantera для De Tomaso, и прославился ими на весь мир.
Его исключительность подчёркивал и тот факт, что за три года в фирме Джуджаро создал 25 проектов, среди которых Fiat Vanessa, новый Checker для нью-йоркского такси, и два прототипа для японского Isuzu!
В то время как фирма приобретает Джуджаро, саму Ghia покупает Алехандро Де Томасо, а в 1968 г. Джуджаро открывает своё дело и его сменяет Тьярда, в работах которого, выполненных для Lancia, выкристаллизовывалась пластика и жесткость граней нового мирового стиля 70-х.
В это же время увеличивается сотрудничество Ghia с американской фирмой Ford, которая требовала большой ответственности и в начале 73-го Ghia полностью переходит к американцам, что однако не мешает Ghia принимать сторонние заказы.
Ghia становится «альма матер» для Эрколе Спада (Ercole Spada), разработавшего для Bertone Fiat X1/9, Клаудио Мессале (Claudio Messale), сегодня возглавляющего одно из подразделений Ford, Паоло Мартина (Paolo Martin) (автор Ferrari Modulo), и юного Эмануэля Никозия (Emanuele Nicosia), выполнившего в 1980 г. концепт Pockar (первый в мире городской мини-MPV, в дверях которого были расположены багажники), Майка Робинсона (Mike Robinson), в будущем шеф-дизайнера концерна Fiat, а также Яна Кэллума (Ian Callum) — нынешнего главы дизайна Jaguar.

## Новое время и конец Ghia
Ghia стала законодателем моды и новых веяний для всего мира: Ford Fiesta Barchetta работы Сапино 1984 года, в этой работе заметна стилистика New Edge, которую через десять лет Ford начнет использовать во всей гамме своих моделей;
Концепт Zag, предвосхитившая распространение мини-MPV;
Концепт Focus, который в 1992 г. расставил все точки над «Й» идеологии биодизайна.
Задолго до прославления ретро-стиля, Ghia первой заявила о надвигающейся ностальгии: Lagonda Vignale 1993 г. , New Beetle, Mini. И никак не сказывалась зависимость Ghia от Ford на работах её дизайнеров — к примеру, Lincoln Sentinel 1996 г. Последним же стал концепт Street Ka. После появления этого автомобиля в 2000 г. в Турине было принято решение о его серийном выпуске на заводе Pininfarina. Но через несколько месяцев было объявлено о реструктуризации Ghia и уходе на пенсию её главного дизайнера Филиппо Сапино. А летом 2002 года все работы в туринском офисе Ghia были прекращены навсегда.

## Интересные факты
- Концептуальная конструкция заднемоторного двухобъёмника Selene I была создана Ghia в 1959 году, но подобные исследования намного раньше проводились в СССР группой под руководством Ю. А. Долматовского. НАМИ-013 (1951 год) был настолько близок по своей философии и компоновке к итальянскому концепту, что советские и итальянские дизайнеры познакомились, а макет Selene Луиджи Сегре в 1962 году подарил русским в знак признания приоритета Долматовского, создавшего свой НАМИ-013 почти на десятилетие раньше. В марте 2010 года итальянский макет был передан из запасника Политехнического музея на временное хранение в Московский музей ретро-автомобилей на Рогожском Валу[3].

## Проекты с участием Ghia
- 1938 Fiat 508S Balilla Spider
- 1950 Ferrari 195 Coupe
- 1952 DeSoto Adventurer I
- 1953 Chrysler Thomas Special
- 1953 Cadillac Coupe
- 1953 VW Karmann
- 1954 Fiat 8V Coupe
- 1954 DeSoto Adventurer II
- 1954 Plymouth Explorer Special
- 1955 Ghia Gilda I
- 1956 Jaguar XK140
- 1956 Ferrari 410 Superamerica
- 1957 Chrysler Diablo
- 1958 Simca Special
- 1959 Ghia Selene
- 1960 Ghia Dragster IXG
- 1962 Ghia Selene II
- 1962 Alfa Romeo 1900SS
- 1963 De Tomaso Vallelunga
- 1963 Chrysler Turbine Car
- 1965 Bugatti Type-101C
- 1965 De Tomaso Competizione 2000
- 1966 Bugatti Type 101 Exner
- 1966 De Tomaso Mangusta Spyder
- 1966 De Tomaso Mangusta
- 1966 De Tomaso Pampero
- 1966 Ghia 450/SS
- 1966 Maserati Ghilbi
- 1968 Maserati Ghilbi Spider
- 1969 Lancia Fulvia 1600
- 1969 Ghia Serenissima
- 1970 De Tomaso Pantera
- 1974 Ford Coin
- 1975 Ghia Manx (Urbancar)
- 1976 Ford Corrida
- 1977 Ford Megastar
- 1978 Ghia Action
- 1978 Ford Megastar 2
- 1979 Ford Navarre
- 1979 Ford GTK
- 1980 Ford Pockar
- 1981 Ford Cockpit
- 1981 Ford AC
- 1981 Ford Avantgarde
- 1981 Ford Shuttler
- 1982 Ford Altair
- 1982 Ford Topaz
- 1982 Ford Brezza
- 1983 Ford Trio
- 1983 Ford Barchetta
- 1983 Ford Quicksilver
- 1985 Ford Probe V
- 1985 Ford Scorpio
- 1989 Ford Saguaro
- 1989 Ford Via
- 1990 Ford Zig
- 1990 Ford Zag
- 1992 Ford Connecta
- 1992 Ford Focus
- 1994 Ford Arioso
- 1994 Ford Vivace
- 1996 Ford Saetta
- 2000 Ford Street Ka
- Ford C-Max